# Chris Sharma
Chris Sharma (Santa Cruz, 23 de abril de 1981) es un deportista estadounidense que compitió en escalada. Ganó una medalla de plata en el Campeonato Mundial de Escalada de 1997, en la prueba de dificultad.

## Palmarés internacional
| Campeonato Mundial | Campeonato Mundial | Campeonato Mundial | Campeonato Mundial |
| Año                | Lugar              | Medalla            | Prueba             |
| ------------------ | ------------------ | ------------------ | ------------------ |
| 1997               | París (Francia)    | Medalla de plata   | Dificultad         |